# Fora do Eixo
Fora do Eixo (en castellano “Fuera del Eje”) es una red de colectivos que trabajan en el ámbito de la cultura en Brasil y otros países países de América Latina. Inició sus actividades en el año 2005 cuando un grupo de productores y artistas brasileños de fuera de São Paulo, tuvieron la iniciativa de crear un circuito cultural para intercambiar, de forma solidaria, espectáculos y conocimiento relacionado con la producción de eventos. Inicialmente se centraron en la producción musical (género que sigue teniendo una mayor relevancia y participación en la red) y poco después fueron creciendo y abarcando otras áreas y formas de expresión como lo audiovisual, el teatro y las artes visuales.

## Historia
Los primeros colectivos que conformaron el Circuito Cultural Fora do Eixo a finales de 2005, estuvieron localizados en Cuiabá (MT), Rio Branco (AC), Uberlândia (MG) y Londrina (PR).
Concretamente en Espacio Cubo, organización cultural colectiva de Cuiabá, fue donde Fora do Eixo puso en marcha sus actividades en 2002 y desde donde comenzó a consolidar su discurso y sus acciones enfocadas en fomentar el desarrollo del mercado cultural alternativo y autosostenible. Espacio Cubo funcionó como catalizador de propuestas artísticas diversas utilizando una moneda de cambio alternativa llamada Cubo Card para que los artistas pudiesen garantizarse una verdadera autogestión a través del intercambios de servicios, productos, equipamientos, discos, accesorios y pasajes para los viajes, etc.

## Funcionamiento y objetivos
La organización FdE funciona como una red colaborativa y descentralizada de trabajo basada en los principios de la economía solidaria, el cooperativismo, la divulgación, la formación e intercambio entre redes sociales, del respeto a la diversidad, la pluralidad y las identidades culturales.
Persigue el propósito de romper con la hegemonía de la producción y difusión cultural y promover la circulación de artistas independientes y talentos emergentes fuera de sus ciudades de origen.
Sus miembros trabajan horizontalmente, en comunidad y con dedicación exclusiva – hecho que se les critica  y cuestiona constantemente - utilizando formas alternativas basadas en el trueque, el intercambio de favores y la economía solidaria. Poseen sus propias monedas sociales o complementarias desafiando al sistema monetario oficial convencional. 
Solamente en el año 2011, desde FDE se repartieron 80 millones de tarjetas que fueron intercambiadas por productos y servicios ofrecidos por la red de participantes y por las bandas. FDE aglutina a más de 2.000 gestores distribuidos en 200 ciudades en las 27 provincias de Brasil; anualmente lleva a cabo alrededor de 6000 espectáculos en todo el país y está en contacto con colectivos en 15 países tales como Argentina, Bolivia, Colombia, Venezuela, México y Cabo Verde.

## Festivales
Algunos festivales organizados por FdE son el Festival Calango, el Festival Fora do Eixo o el Festival Grito Rock. Este último, ha ido expandiéndose más allá de las fronteras brasileñas llegando a incluir alrededor de 300 ciudades en 30 países del mundo. El “festival latinoamericano Grito Rock” ha ido incorporando en su grilla, además de recitales, múltiples talleres, charlas y otras experiencias dedicadas al rock independiente que se difunden a través de un formato de cobertura colaborativa y se transmiten en vivo y en directo por streaming.

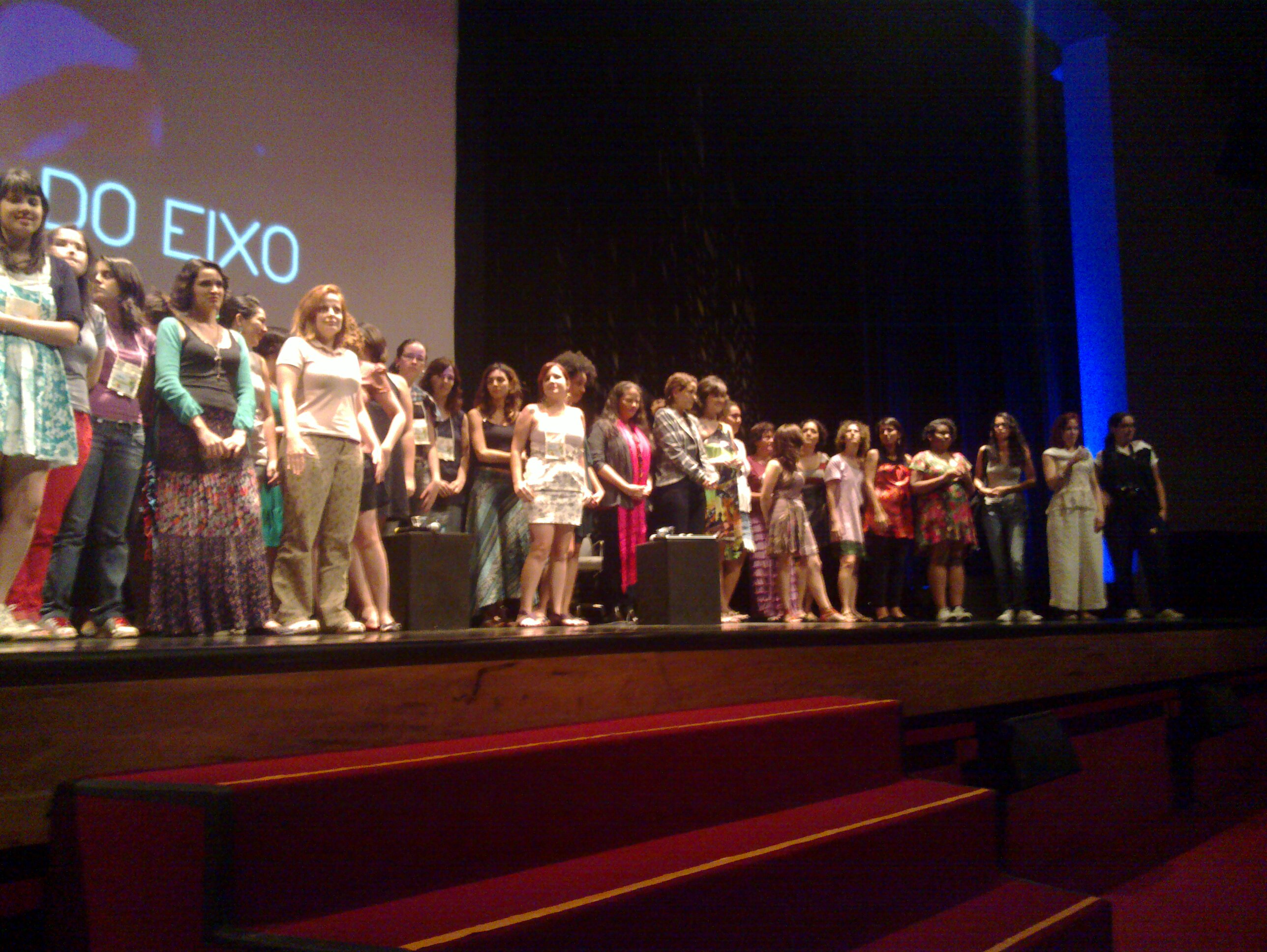
Apertura del IV Congreso Fora do Eixo en 2011

## Casas Fora do Eixo

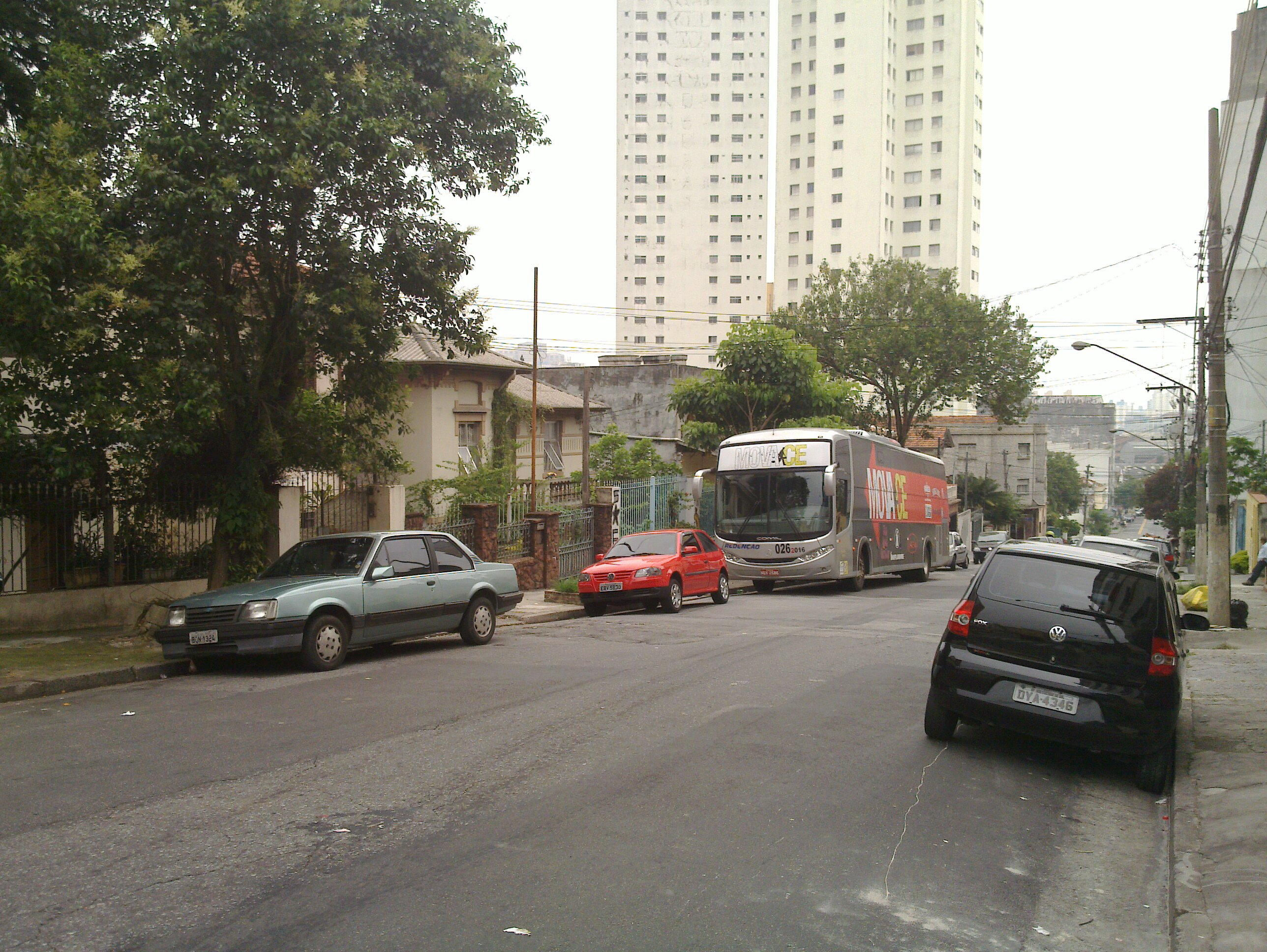
Casa FdE en São Paulo, en el barrio de Liberdade, con autobús trayendo músicos de Ceará.

Con el crecimiento de la red, una iniciativa fue establecer espacios colectivos permanentes en algunos puntos estratégicos. Así surgieron las Casas Fora do Eixo donde los integrantes FdE viven en comunidad, trabajando con dedicación exclusiva en los proyectos y sin recibir un sueldo fijo. Todos los recursos que ingresan en la casa son de todos; y todos tienen igual derecho de disfrutarlos o beneficierse de los mismos.

### Imágenes de la Casa FdE de Sao Paulo

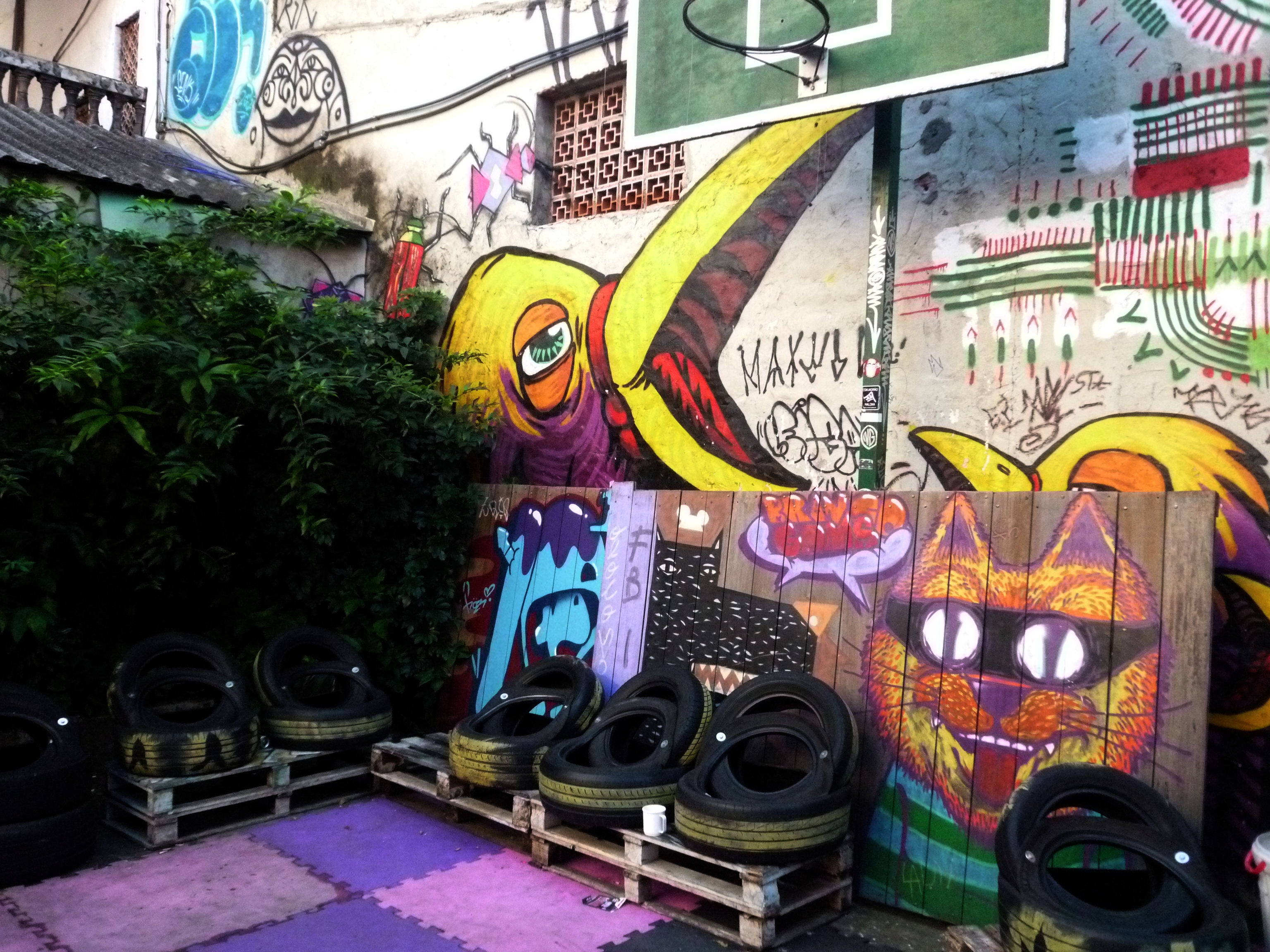
Patio casa Fora do Eixo São Paulo
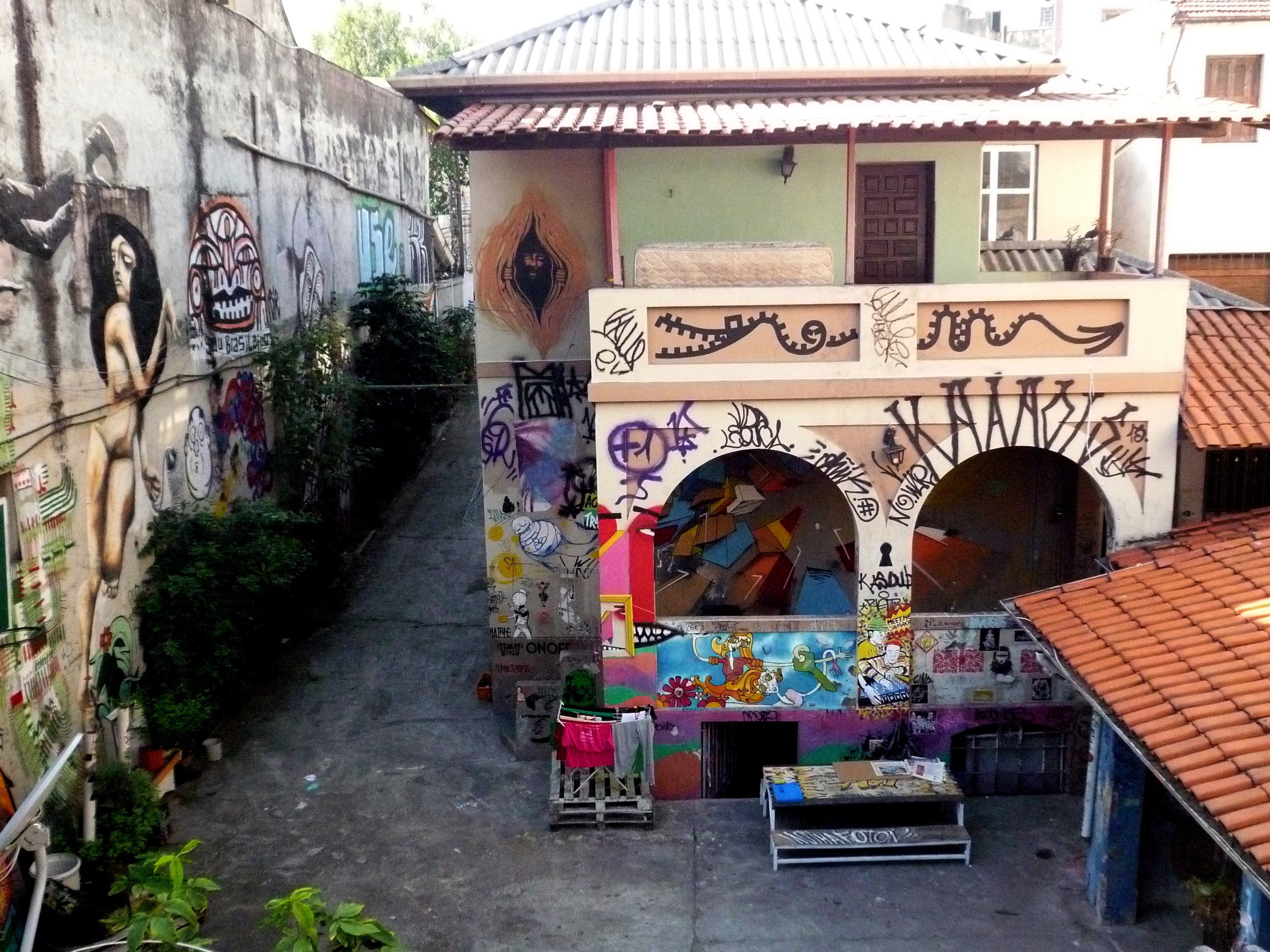
Vistas patio trasero casa Fora do Eixo São Paulo
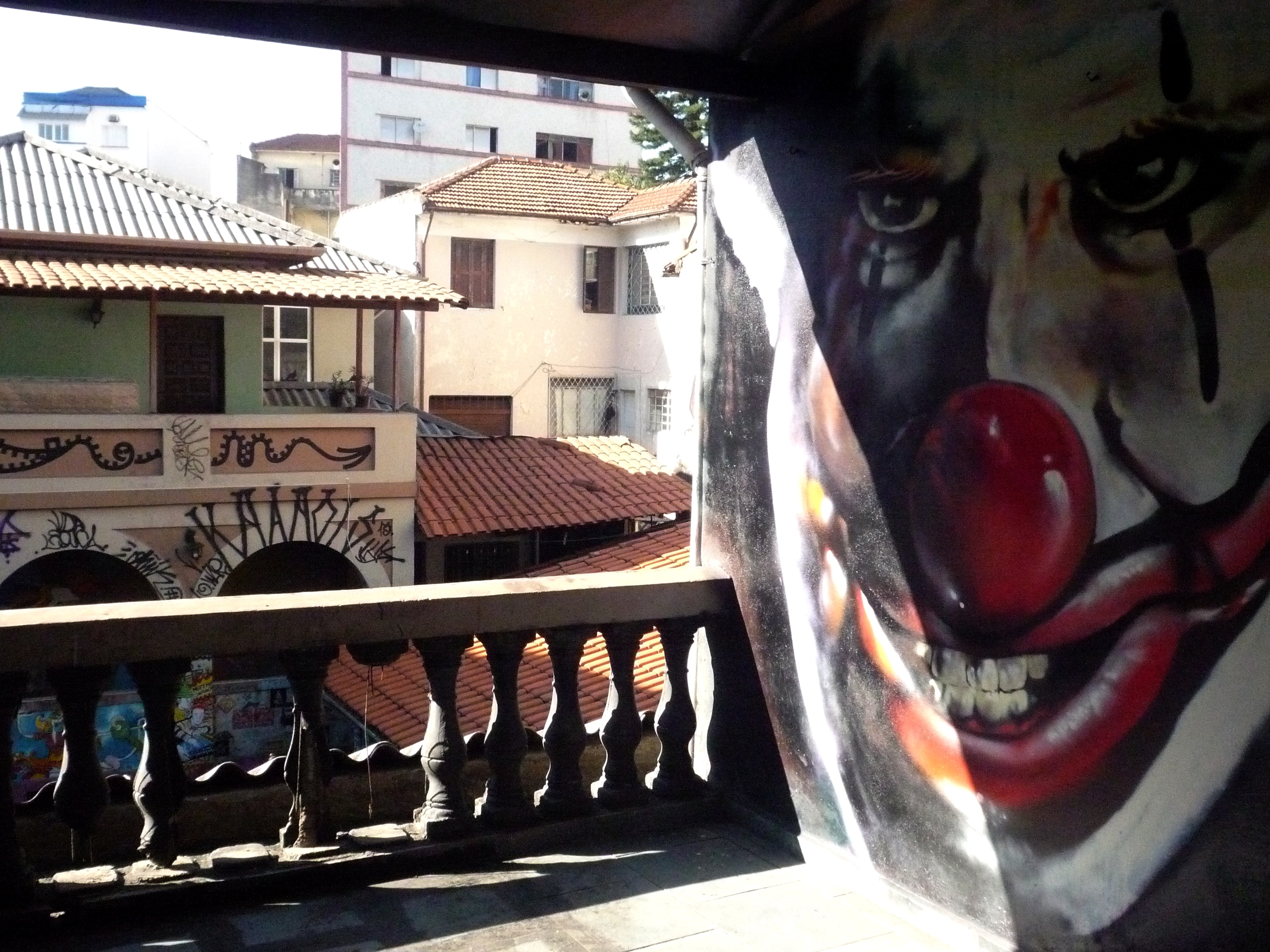
Grafiti de la terraza casa Fora do Eixo São Paulo
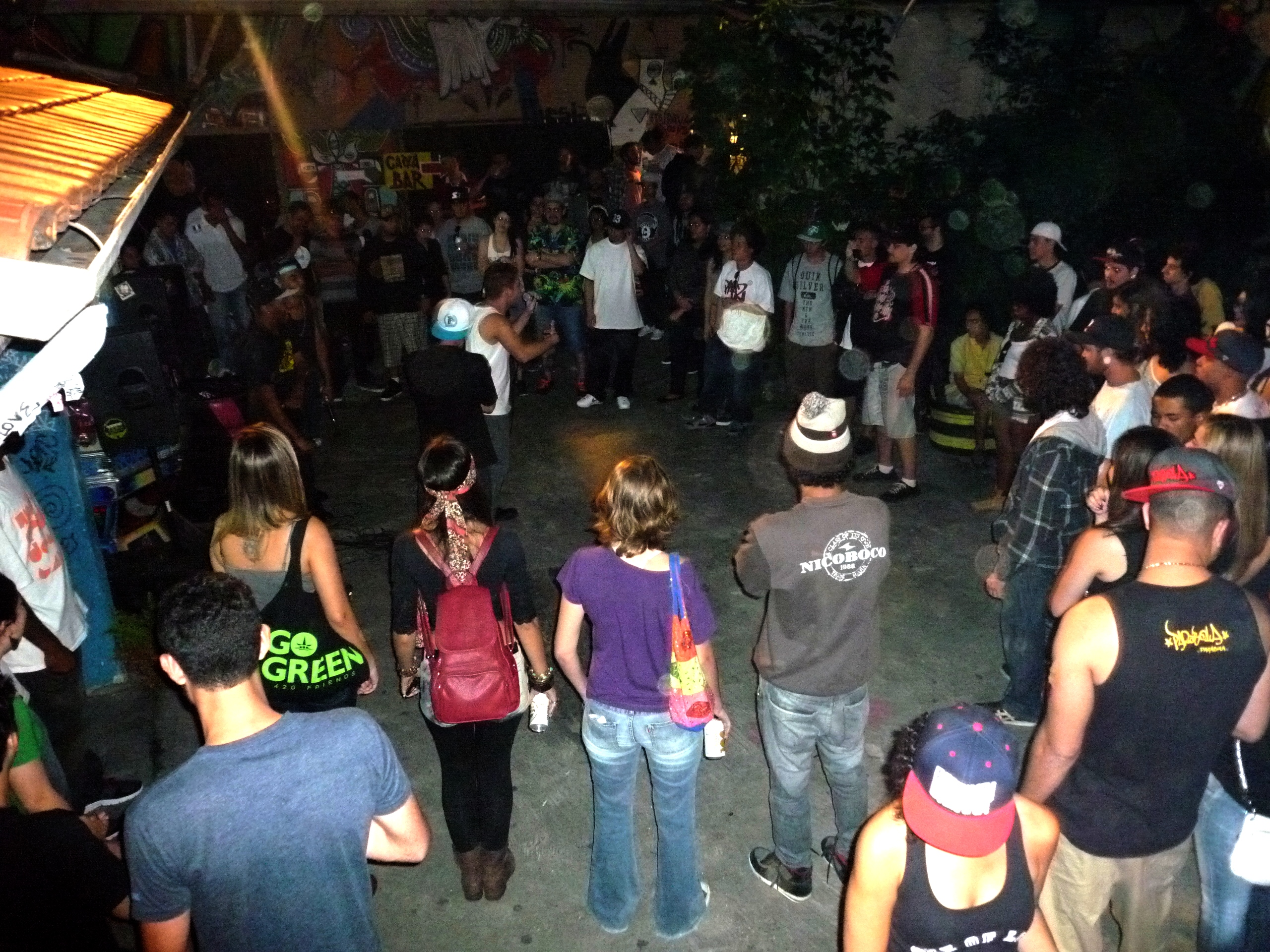
Actividad cultural en casa Fora do Eixo São Paulo

## Congresos Fora do Eixo
Fora do Eixo suele reunir anualmente a su red de colectivos para discutir proyectos, fortalecer vínculos y pensar la dirección de la organización. Las primeras ediciones del Congreso FdE fueron:
- 2008 en Cuiabá (MT) en el Festival Calango
- 2009 en Rio Branco (AC) durante el Festival Varadouro
- 2010 en Uberlândia (MG) en el Festival Jambolada
- El IV Congreso FdE se celebró en diciembre de 2011 en el auditorio Ibirapuera y el Palacio de Artes de Sao Paulo y convocó a más de mil colectivos de artistas de todos los estados brasileños y de más de diez países de América Latina.[15] Contó con el apoyo y la colaboración de diversas instituciones tanto privadas como estatales.
- El V Congreso FdE[16][17] se realizó del 12 al 16 de diciembre de 2012 en Río de Janeiro. Tuvo como objetivo intercambiar tecnologías innovadoras, sociales y de gestión en el área de la cultura. Contó con la participación de más de 1500 congresistas entre artistas, investigadores, productores e invitados que abordaron diversos asuntos y problemáticas relacionadas con el arte y la cultura latinoamericana.

### Otros congresos y encuentros FdE en Latinoamérica
El I Congreso FdE Latinoamérica se realizó del 21 al 23 de marzo de 2011 en Buenos Aires junto al Festival Grito Rock; el evento contó con productores de Brasil, Argentina, Uruguay y Costa Rica y se trabajó en la elaboración conjunta de una carta de principios y un “Programa Música Latina Fora do Eixo”.

## Transparencia de la organización
Tras las últimas protestas en Brasil de 2013, FdE alcanzó cierta popularidad a través de su proyecto Mídia Ninja. Fue entonces cuando la estructura y funcionamiento de la organización comenzó a ser bastante criticada  y puesta en duda por parte de algunos canales y medios de comunicación tradicionales y artistas y colaboradores que surgieron en las redes sociales denunciando conflictos con los pagos.
Como consecuencia de toda esta situación, en agosto de 2013 lanzaron su nuevo "portal da transparência"  donde llevan a cabo una rendición de cuentas de sus actividades.

## Actualidad
La Comisión de Educación, Cultura y Deportes junto a la Comisión de Derechos Humanos y Legislación Participativa ha programado para el próximo 3 de diciembre de 2013 una audiencia pública para discutir el papel de FdE y Mídia Ninja. En los últimos meses, ambos colectivos han sido "criminalizados" estando en el centro del debate acerca del papel de Internet sobre las nuevas formas de organización social basada en la colaboración.